# Chlorocypha hasta
Chlorocypha hasta là một loài chuồn chuồn kim thuộc họ Chlorocyphidae. Đây là loài đặc hữu của Tanzania.